# Autostrada A107 (Niemcy)
Autostrada federalna A107 (niem. Bundesautobahn 107 (BAB 107), Autobahn 107 (A107) – nigdy nie wybudowana autostrada w Niemczech.
Berlińskie studium uwarunkowań z 1965 roku przewidywało istnienie miejskiej autostrady o roboczej nazwie Mittteltangente, która znacznie później otrzymała oznaczenie A107. Miała połączyć Tiergarten w dawnym Berlinie Zachodnim z dzielnicami Mitte, Friedrichshain i dawnym Berlinem Wschodnim. Zaplanowano także połączenia z obwodnicą śródmiejską w Prenzlauer Berg i autostradami federalnymi A102 oraz A103.
Od wprowadzenia numeracji autostrad w 1975 roku aż do zjednoczenia Niemiec (1990) planowana trasa miała oznaczenie A17.

## Planowane węzły z innymi autostradami
| Nazwa węzła             | Autostrady | Uwagi                                                                                            |
| ----------------------- | ---------- | ------------------------------------------------------------------------------------------------ |
| Kreuz Prenzlauer Berg   | A100       |                                                                                                  |
| Kreuz Landsberger Platz | A102       | Landsberger Platz jest dawną nazwą Placu Narodów Zjednoczonych                                   |
| Kreuz Lehrter Bahnhof   | A103       | nazwa węzła nawiązuje do stacji kolejowej Berlin Lehrter Bahnhof, istniejącej w latach 1868–1951 |